# Dm-drogerie markt

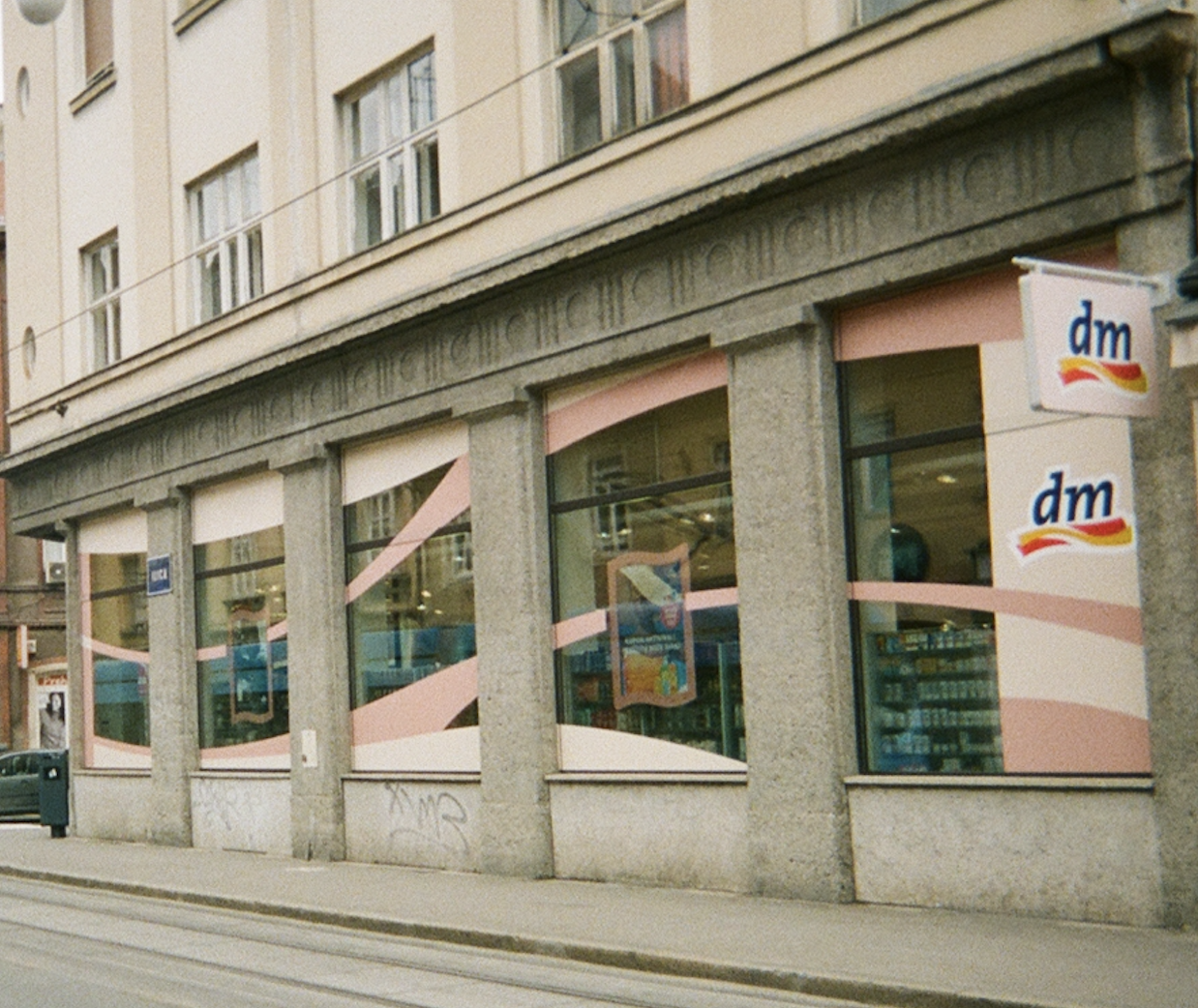
Крамниця dm у Загребі (Хорватія)

dm-drogerie markt (скор. dm, укр. дм) — німецька мережа аптек (дрогері) зі штаб-квартирою в Карлсруе, Баден-Вюртемберг, Німеччина, яка продає косметику, товари для здоров'я, товари для дому, їжу та напої для здоров'я. Компанія була заснована в 1973 році, коли відкрила свій перший магазин у Карлсруе. Маючи близько 3850 крамниць та 66 000 співробітників, dm є найбільшою аптечною групою в Німеччині у 2021 році.
В 1970-х роках dm працював лише в Німеччині та Австрії. В 1990-х роках появилися перші магазини в Чехії, Угорщині, Словенії, Словаччині та Хорватії. Тоді у 2000-х роках компанія розширилася до Сербії, Боснії і Герцеговини, Румунії, Болгарії, Північної Македонії та Італії. Нині dm має магазини в Німеччині, Австрії, Угорщині, Польщі, Чехії, Словаччині, Словенії, Хорватії, Сербії, Боснії і Герцеговині, Румунії, Болгарії та Північній Македонії.
У серпні 2010 року Вернер, засновник компанії, оголосив, що передав свої акції компанії благодійному фонду. Син Гьотца Вернера Крістоф приєднався до керівництва в 2011 році і відтоді відповідає за маркетинг і онлайн-бізнес. У 2020 році він змінив Еріха Гарша на посаді голови правління. Dm є членом Bund Ökologische Lebensmittelwirtschaft (BÖLW). У липні 2019 року dm переїхала до нової штаб-квартири компанії в Карлсруе-Дюрлах; архітектором виступила штутгартська фірма Lederer Ragnarsdóttir Oei. У 2020 році компанія dm отримала нагороду German Logistics Award.

## Крамниці
Кількість крамниць у країнах Європи (станом на 6 грудня 2022):
| Країна               | Дата відкриття | Кількість крамниць (2022) |
| -------------------- | -------------- | ------------------------- |
| Німеччина            | 1973           | 2096                      |
| Австрія              | 1976           | 389                       |
| Угорщина             | 1993           | 262                       |
| Словенія             | 1993           | 101                       |
| Чехія                | 1993           | 249                       |
| Словаччина           | 1995           | 158                       |
| Хорватія             | 1996           | 171                       |
| Сербія               | 2004           | 119                       |
| Боснія і Герцеговина | 2006           | 84                        |
| Румунія              | 2007           | 127                       |
| Болгарія             | 2009           | 108                       |
| Північна Македонія   | 2012           | 22                        |
| Італія               | 2017           | 72                        |
| Польща               | 2022           | 20                        |